# Селезнёв, Кирилл Геннадьевич
Кири́лл Генна́дьевич Селезнёв (род. 23 апреля 1974, Ленинград, СССР) — российский управленец, генеральный директор, член совета директоров ООО «РусХимАльянс», бывший генеральный директор «Газпром межрегионгаза», председатель совета директоров Мосэнерго, член совета директоров ПАО «Газпром нефть».

## Семья
Отец: Геннадий Васильевич Селезнёв.

## Образование
Окончил ГБОУ СОШ № 230 Фрунзенского района Санкт-Петербурга.
В 1992—1997 годы учился в Балтийском государственном техническом университете «Военмех» по специальности «Импульсные устройства и автоматические роторные линии». В 2002 году закончил СПбГУ по специальности «финансы и кредит».

## Карьера
В 1997—1998 годы — менеджер в «Балтийской финансовой компании». В 1998—1999 годы — технический аналитик по инструментам денежного рынка, специалист, ведущий специалист по ценным бумагам отдела фондовых операций в инвестиционно-финансовой группе «Менеджмент. Инвестиции. Развитие». В 1999—2000 годы — главный специалист группы по координации инвестиционной деятельности Санкт-Петербургского морского порта. В 2000—2001 годы — начальник налоговой группы «Балтийской трубопроводной системы», затем — в её филиале «Верхневолжские магистральные нефтепроводы».
В 2001—2002 годы — заместитель руководителя аппарата правления — помощник председателя правления ОАО «Газпром». С апреля 2002 года — начальник департамента маркетинга, переработки газа и жидких углеводородов ОАО «Газпром», с сентября 2002 года — член правления ОАО «Газпром». С июля 2004 по июнь 2008 года — член совета директоров РАО «ЕЭС России». С 20 марта 2003 года — генеральный директор ООО «Газпром межрегионгаз». С 2007 года — председатель совета директоров Мосэнерго, контроль над которой был постепенно приобретён структурами «Газпрома».
В 2015 году вошел в правление ПАО «Газпром».

## Санкции
19 февраля 2023 года, из-за вторжения России на Украину, попал под санкции Украины за деятельность в финансовой сфере подрывающую территориальной целостности, суверенитет и независимость Украины со стороны России. 19 мая 2023 года включён в санкционный список Великобритании так как он участвует в получении выгоды от правительства России. 13 июня 2024 года включён в блокирующий санкционный список США.

## Награды
- Орден Почёта (18 сентября 2024 года) — за достигнутые трудовые успехи и многолетнюю добросовестную работу[12].